# Spring Valley (Illinois)
Spring Valley és una ciutat dels Estats Units a l'estat d'Illinois. Segons el cens del 2000 tenia 5.398 habitants.

## Demografia
Segons el cens del 2000, Spring Valley tenia 5.398 habitants, 2.158 habitatges, i 1.467 famílies. La densitat de població era de 535,8 habitants/km².
Dels 2.158 habitatges en un 30,2% hi vivien nens de menys de 18 anys, en un 53,4% hi vivien parelles casades, en un 10,6% dones solteres, i en un 32% no eren unitats familiars. En el 28,7% dels habitatges hi vivien persones soles el 16,2% de les quals corresponia a persones de 65 anys o més que vivien soles. El nombre mitjà de persones vivint en cada habitatge era de 2,43 i el nombre mitjà de persones que vivien en cada família era de 2,96.
Per edats la població es repartia de la següent manera: un 23,4% tenia menys de 18 anys, un 8,3% entre 18 i 24, un 27% entre 25 i 44, un 22,3% de 45 a 60 i un 19% 65 anys o més.
L'edat mediana era de 39 anys. Per cada 100 dones de 18 o més anys hi havia 89,6 homes.
La renda mediana per habitatge era de 48.775 $ i la renda mediana per família de 50.348 $. Els homes tenien una renda mediana de 56.774,85 $ mentre que les dones 12.303,95 $. La renda per capita de la població era de 19.467 $. Aproximadament el 3,2% de les famílies i el 6,3% de la població estaven per davall del llindar de pobresa.

## Poblacions properes
El següent diagrama mostra les poblacions més properes.